# Summer Festival
Il Summer Festival è un evento musicale italiano che si svolge nel periodo estivo. Organizzato da Radio 105 e dalla Friends&Partners di Ferdinando Salzano, inizialmente la manifestazione è stata proposta in prima serata su Canale 5 nel mese di luglio. Dal 2013 al 2016 e nuovamente nel 2018, il programma è stato organizzato anche dalla Fascino PGT di Maria De Filippi; fino al 2016, la diretta radiofonica della manifestazione è stata trasmessa su RTL 102.5, mentre nel 2017, nel 2018 e dal 2022 su Radio 105.

## Il programma
La prima edizione, realizzata nel 2013, si è intitolata Music Summer Festival - Tezenis Live, mentre le successive tre e la settima (2014, 2015, 2016 e 2022) si sono chiamate Coca-Cola Summer Festival. Nella quinta e sesta edizione (2017 e 2018) la manifestazione si è intitolata Wind Summer Festival, l'ottava edizione (2023) si è intitolata Tezenis Summer Festival, mentre la nona edizione (2024) si è intitolata 105 Summer Festival. In più alla sesta edizione (2018) le puntate sono diventate cinque.
Il 28 aprile 2019 la casa di produzione ha annunciato la sospensione dell'evento, mentre tre anni dopo è tornato in radio su Radio 105 e in diretta televisiva su Radio 105 TV.

### Storia

#### 2013: Gli inizi
Il Music Summer Festival nacque nel 2013 da un'idea della conduttrice televisiva Maria De Filippi che, a distanza di sei anni dall'ultima edizione del Festivalbar, decise di produrre attraverso la Fascino PGT un evento che ricalcasse le orme della nota manifestazione musicale estiva. Con la collaborazione della Friends&Partners di Ferdinando Salzano (con il quale la Fascino PGT organizzò il programma) e del Comune di Roma, l'evento prese vita all'interno di Piazza del Popolo, articolato in 4 serate registrate nell'ultima settimana di giugno (27-30 giugno 2013) e con ingresso totalmente gratuito, e mandate in onda su Canale 5 per quattro settimane dal 4 al 25 luglio. L'evento aveva inoltre come partner radiofonico ufficiale RTL 102.5 che, nella persona di Angelo Baiguini, al termine della serata premiava il cantante "vincitore di tappa", ovvero vincitore di una determinata serata, nonché il vincitore assoluto della manifestazione, al quale veniva consegnato il premio RTL 102.5 - Canzone dell'estate. A condurre vi era Alessia Marcuzzi affiancata da Simone Annicchiarico, reduce dall'esperienza come conduttore a Italia's Got Talent (all'epoca in onda ancora sulle reti Mediaset), mentre la regia fu curata da Roberto Cenci. Lo sponsor ufficiale del programma fu la marca d'abbigliamento Tezenis, così che l'evento prese il titolo di Music Summer Festival - Tezenis Live.

#### 2014-2016: Il cambio di sponsor inCoca-Cola
Dopo il buon successo di pubblico riscontrato, per l'estate successiva si decise di mettere in cantiere una nuova edizione della manifestazione, che subì dei cambiamenti rispetto all'edizione precedente, a partire dallo sponsor ufficiale: dopo solamente un anno Tezenis abbandonò l'evento e a subentrargli fu il noto marchio Coca-Cola, che portò ad una nuova denominazione dell'evento in Coca-Cola Summer Festival. Piazza del Popolo venne confermata come sede per le 4 serate registrate sempre nell'ultima settimana di giugno (26-29 giugno 2014), così come RTL 102.5 radio partner ufficiale. Alla conduzione invece, al fianco dei confermati Alessia Marcuzzi e Angelo Baiguini fece il suo esordio Rudy Zerbi, che andò a sostituire Simone Annicchiarico. Cambio anche nella regia, che da Cenci passò a Luigi Antonini. Immutato invece il meccanismo di premiazione, con l'assegnazione da parte di RTL 102.5 dei premi per il vincitore della serata e dell'ambito RTL 102.5 - Canzone dell'estate. Il successo ottenuto anche in questa edizione spinse Maria De Filippi e la sua Fascino PGT a produrre una terza edizione del programma, che confermò in toto tutte le componenti della precedente annata, ottenendo nuovamente ottimi risultati sia di pubblico che di share che permisero al programma di diventare una costante del palinsesto estivo di Canale 5. Anche la successiva edizione, svoltasi nell'estate 2016, ha ottenuto buoni risultati d'ascolto seppur leggermente inferiori rispetto alle precedenti annate: non ci furono neanche in questa edizione sostanziali cambiamenti, se non una piccola modifica nella gara dei cosiddetti Big, ma nel complesso l'organizzazione e le componenti delle edizioni precedenti rimasero totalmente invariate.

#### 2017: Il cambio di sponsor inWind, della radio partner (da RTL 102.5 a Radio 105) e l'abbandono temporaneo di Maria De Filippi
Per la realizzazione dell'edizione 2017, due dei realizzatori delle precedenti stagioni, vale a dire la Fascino PGT e RTL 102.5, abbandonarono la manifestazione, rimanendo di fatto in mano soltanto a Friends & Partners, già presente nelle passate edizioni. La sponsorizzazione passò inoltre a Wind, con un conseguente cambio di denominazione della manifestazione in Wind Summer Festival. La radio partner dell'evento diventa Radio 105, dove l'evento va in onda in diretta durante le serate di registrazione e successivamente in differita su Canale 5 e subentrano due nuovi conduttori che affiancano Alessia Marcuzzi, ovvero lo speaker Daniele Battaglia e Nicolò De Devitiis.

#### 2018: L'arrivo di Ilary Blasi
Dopo cinque edizioni consecutive, Alessia Marcuzzi viene sostituita nell'edizione 2018 da Ilary Blasi (viene confermato invece Daniele Battaglia e ritorna Rudy Zerbi); inoltre la Fascino PGT di Maria De Filippi torna a co-produrre la manifestazione dopo un'edizione di assenza. Viene anche modificato il format: oltre alle tradizionali quattro serate registrate a Piazza del Popolo in Roma a giugno con la messa in onda delle stesse a cadenza settimanale a luglio, ne è stata aggiunta una conclusiva per decretare la Canzone dell'Estate 2018, stavolta a Milano in diretta dal Parco Experience, l'open theatre dove si era svolta la manifestazione nel 2015.

#### 2020: Il tentato ritorno
Nell'estate 2020 si pensò ad una nuova edizione con la conduzione di Alessia Marcuzzi, poi annullata a causa della pandemia di COVID-19.

#### 2022: Il ritorno della manifestazione con una nuova conduzione
Dopo tre anni di interruzione, il programma è tornato nell'estate 2022 cambiando nuovamente lo sponsor da Wind a Coca-Cola, con un conseguente cambio di denominazione della manifestazione in Coca-Cola Summer Festival. La conduzione del programma è stata affidata a Mariasole Pollio e Rebecca Staffelli e, invece di svolgersi come di tradizione a Piazza del Popolo a Roma, ha avuto luogo in tre piazze diverse, ciascuna per ogni puntata: Piazza Marcello D'Olivo a Lignano Sabbiadoro, Rimini Beach Arena a Rimini e Clouds Arena a Paestum. Inoltre, invece di essere registrata per poi andare in onda in differita in televisione con cadenza settimanale, la manifestazione è stata seguita in diretta da Radio 105 il venerdì dal 15 al 29 luglio senza utilizzare nessuna emittente televisiva.

#### 2023: Il ritorno di sponsor inTezenis
Il programma è tornato nell'estate 2023 con lo sponsor Tezenis e con un conseguente cambio di denominazione della manifestazione in Tezenis Summer Festival. La conduzione del programma è stata affidata nuovamente a Mariasole Pollio e Rebecca Staffelli e, allo stesso modo della precedente edizione, ha avuto luogo in quattro piazze diverse, ciascuna per ogni puntata: Piazza Federico Fellini a Rimini, Piazza Duomo a Messina, Planet Arena a Paestum e Piazza De Ferrari a Genova. A differenza della scorsa edizione, la manifestazione è stata seguita in diretta sia da Radio 105 che dall'emittente televisiva Radio 105 TV il venerdì dal 9 al 30 giugno.

#### Dal 2024: Il nuovo cambiamento di sponsor
Il programma è tornato nell'estate 2024 con gli sponsor Motorola, Nissan e Poste Italiane e con il cambio di denominazione della manifestazione in 105 Summer Festival. La conduzione del programma è stata affidata a Mariasole Pollio e Daniele Battaglia (sostituito da Dario Micolani per l'ultima puntata) e, allo stesso modo delle precedenti edizioni, ha avuto luogo in quattro location diverse, ciascuna per ogni puntata: Arena dei Pini a Baia Domizia, Parco San Giuliano a Venezia, Piazza della Vittoria a Genova e Aeroporto comunale a Massa. Allo stesso modo della scorsa edizione, la manifestazione è stata seguita in diretta sia da Radio 105 che dall'emittente televisiva Radio 105 TV il venerdì dal 14 giugno al 5 luglio. 
Il programma è tornato anche nell'estate 2025 e ha avuto luogo in cinque piazze diverse, ciascuna per ogni puntata (una in più rispetto alle precedenti edizioni): Arena dei Pini a Baia Domizia, Parco San Giuliano a Venezia, Piazza della Vittoria a Genova, Piazza Francesco Cossiga a Golfo Aranci e Porto Garibaldi a Comacchio. Allo stesso modo delle scorse edizioni, la manifestazione è seguita in diretta sia da Radio 105 che dall'emittente televisiva Radio 105 TV il venerdì dal 6 giugno al 4 luglio.

## Regolamento
Durante le varie edizioni, la manifestazione ha tendenzialmente tenuto intatto il proprio meccanismo e il proprio regolamento, con al centro due gare distinte tra i Giovani e i Big per eleggere la Canzone dell'estate; solamente nella prima edizione la gara era solo tra i Giovani, mentre i grandi della musica italiana e non solo si esibivano fuori gara. È dalla seconda edizione che il regolamento subisce un cambiamento, infatti anche tra i Big viene indetta una gara, al fine di eleggere la Canzone dell'estate. Anche per la terza edizione il regolamento rimane immutato rispetto all'edizione precedente, mentre nella quarta subisce una leggera modifica, in quanto alcuni dei Big gareggiano fuori gara e hanno la possibilità di cantare alcune cover di altri artisti, mentre altri sono regolarmente in gara per eleggere la Canzone dell'estate. Nelle prime 4 edizioni, la radio partner ufficiale dell'evento è stata RTL 102.5, che ha premiato ogni cantante cosiddetto "vincitore di tappa", ovvero vincitore della serata, eletto tramite votazioni che potevano essere effettuate dal pubblico sul sito ufficiale della radio di Lorenzo Suraci, nonché ogni cantante risultato "vincitore assoluto" della manifestazione, con la sua canzone eletta Canzone dell'estate. Anche al "vincitore assoluto" dei Giovani spettava un premio da parte della suddetta radio. I premi venivano tutti assegnati da Angelo Baiguini, co-conduttore dell'evento e speaker della stessa radio, che in totale ha assegnato più di 15 premi in quattro anni. Dalla quinta edizione la radio partner è Radio 105, e i premi sono stati consegnati da Daniele Battaglia, speaker della stessa radio.

## Edizioni
| Edizione | Titolo del programma                 | Registrazione  | Registrazione  | Messa in onda     | Messa in onda     | Puntate | Rete televisiva | Radio     | Sponsor                                                                                                | Location                                               | Conduzione       | Conduzione           | Conduzione           | Inviato          | Inviato         | Vincitori                                   | Vincitori                                             |
| Edizione | Titolo del programma                 | Inizio         | Fine           | Inizio            | Fine              | Puntate | Rete televisiva | Radio     | Sponsor                                                                                                | Location                                               | Conduzione       | Conduzione           | Conduzione           | Inviato          | Inviato         | Giovani                                     | Big                                                   |
| -------- | ------------------------------------ | -------------- | -------------- | ----------------- | ----------------- | ------- | --------------- | --------- | --- | ------------------------------------------------------ | ---------------- | -------------------- | -------------------- | ---------------- | --------------- | ------------------------------------------- | ----------------------------------------------------- |
| 1ª       | Music Summer Festival - Tezenis Live | 27 giugno 2013 | 30 giugno 2013 | 4 luglio 2013     | 25 luglio 2013    | 4       | Canale 5        | RTL 102.5 | Tezenis                                                                                                | Roma                                                   | Alessia Marcuzzi | Simone Annicchiarico | Simone Annicchiarico | Diana Del Bufalo | Andrea Dianetti | Clementino - 'O vient                       | Non eletto                                            |
| 2ª       | Coca-Cola Summer Festival            | 26 giugno 2014 | 29 giugno 2014 | 7 luglio 2014     | 28 luglio 2014    | 4       | Canale 5        | RTL 102.5 | Coca-Cola                                                                                              | Roma                                                   | Alessia Marcuzzi | Angelo Baiguini      | Rudy Zerbi           | Non presenti     | Non presenti    | Santa Margaret - Riderò                     | Cris Cab - Liar Liar                                  |
| 3ª       | Coca-Cola Summer Festival            | 25 giugno 2015 | 28 giugno 2015 | 9 luglio 2015     | 30 luglio 2015    | 4       | Canale 5        | RTL 102.5 | Coca-Cola                                                                                              | Roma                                                   | Alessia Marcuzzi | Angelo Baiguini      | Rudy Zerbi           | Non presenti     | Non presenti    | Matthew Lee - È tempo d'altri tempi         | Álvaro Soler - El mismo sol                           |
| 4ª       | Coca-Cola Summer Festival            | 23 giugno 2016 | 26 giugno 2016 | 4 luglio 2016     | 25 luglio 2016    | 4       | Canale 5        | RTL 102.5 | Coca-Cola                                                                                              | Roma                                                   | Alessia Marcuzzi | Angelo Baiguini      | Rudy Zerbi           | Non presenti     | Non presenti    | Irama - Tornerai da me                      | Kungs - This Girl                                     |
| 5ª       | Wind Summer Festival                 | 22 giugno 2017 | 25 giugno 2017 | 4 luglio 2017     | 25 luglio 2017    | 4       | Canale 5        | Radio 105 | Wind                                                                                                   | Roma                                                   | Alessia Marcuzzi | Daniele Battaglia    | Nicolò De Devitiis   | Non presenti     | Non presenti    | I Desideri - Uagliò                         | Fabri Fibra feat. Thegiornalisti - Pamplona           |
| 6ª       | Wind Summer Festival                 | 22 giugno 2018 | 25 giugno 2018 | 5 luglio 2018     | 26 luglio 2018    | 5       | Canale 5        | Radio 105 | Wind                                                                                                   | Roma                                                   | Ilary Blasi      | Daniele Battaglia    | Rudy Zerbi           | Non presenti     | Non presenti    | Federica Abbate - Pensare troppo mi fa male | Takagi & Ketra feat. Giusy Ferreri - Amore e capoeira |
| 6ª       | Wind Summer Festival                 | Diretta        | Diretta        | 16 settembre 2018 | 16 settembre 2018 | 5       | Canale 5        | Radio 105 | Wind                                                                                                   | Rho                                                    | Ilary Blasi      | Daniele Battaglia    | Rudy Zerbi           | Non presenti     | Non presenti    | Federica Abbate - Pensare troppo mi fa male | Takagi & Ketra feat. Giusy Ferreri - Amore e capoeira |
| 7ª       | Coca-Cola Summer Festival            | Diretta        | Diretta        | 15 luglio 2022    | 29 luglio 2022    | 3       | Non presente    | Radio 105 | Coca-Cola                                                                                              | Lignano Sabbiadoro, Rimini, Paestum                    | Mariasole Pollio | Rebecca Staffelli    | Rebecca Staffelli    | Non presenti     | Non presenti    | Non eletti                                  | Non eletti                                            |
| 8ª       | Tezenis Summer Festival              | Diretta        | Diretta        | 9 giugno 2023     | 30 giugno 2023    | 4       | Radio 105 TV    | Radio 105 | Tezenis                                                                                                | Rimini, Messina, Paestum, Genova                       | Mariasole Pollio | Rebecca Staffelli    | Rebecca Staffelli    | Non presenti     | Non presenti    | Non eletti                                  | Non eletti                                            |
| 9ª       | 105 Summer Festival                  | Diretta        | Diretta        | 14 giugno 2024    | 5 luglio 2024     | 4       | Radio 105 TV    | Radio 105 | Motorola, Nissan, Poste Italiane                                                                       | Baia Domizia, Venezia, Genova, Massa                   | Mariasole Pollio | Daniele Battaglia    | Dario Micolani       | Non presenti     | Non presenti    | Non eletti                                  | Non eletti                                            |
| 10ª      | 105 Summer Festival                  | Diretta        | Diretta        | 6 giugno 2025     | 4 luglio 2025     | 5       | Radio 105 TV    | Radio 105 | DR Automobiles, Dyson, Motorola, Rovagnati, Sprite, Zadig & Voltaire Parfums - Douglas, Poste Italiane | Baia Domizia, Venezia, Genova, Golfo Aranci, Comacchio | Mariasole Pollio | Daniele Battaglia    | –                    | Non presenti     | Non presenti    | Non eletti                                  | Non eletti                                            |

## Audience
| Edizione | Emittente    | Anno | Stagione         | Programmazione          | Programmazione          | Programmazione          | Programmazione          | Programmazione          | Programmazione          | Programmazione        | Media auditel         | Media auditel         | Premiere       | Premiere | Finale         | Finale |
| Edizione | Emittente    | Anno | Stagione         | L                       | M                       | M                       | G                       | V                       | S                       | D                     | Telespettatori        | Share                 | Telespettatori | Share    | Telespettatori | Share  |
| -------- | ------------ | ---- | ---------------- | ----------------------- | ----------------------- | ----------------------- | ----------------------- | ----------------------- | ----------------------- | --------------------- | --------------------- | --------------------- | -------------- | -------- | -------------- | ------ |
| 1ª       | Canale 5     | 2013 | estate           |                         |                         |                         |                         |                         |                         |                       | 2 874 000             | 16,01%                | 3 369 000      | 18,37%   | 2 270 000      | 13,76% |
| 2ª       | Canale 5     | 2014 | estate           |                         |                         | 3 310 000               | 16,82%                  | 3 969 000               | 19,85%                  | 2 987 000             | 15,86%                |                       |                |          |                |        |
| 3ª       | Canale 5     | 2015 | estate           |                         |                         | 3 007 000               | 18,07%                  | 3 629 000               | 20,62%                  | 2 722 000             | 16,99%                |                       |                |          |                |        |
| 4ª       | Canale 5     | 2016 | estate           |                         |                         | 2 852 000               | 16,17%                  | 3 144 000               | 18,26%                  | 2 478 000             | 14,16%                |                       |                |          |                |        |
| 5ª       | Canale 5     | 2017 | estate           |                         |                         | 2 759 000               | 16,10%                  | 3 009 000               | 16,77%                  | 2 788 000             | 16,35%                |                       |                |          |                |        |
| 6ª       | Canale 5     | 2018 | estate           |                         |                         |                         | 2 110 000               | 13,03%                  | 2 554 000               | 15,08%                | 1 618 000             | 10,20%                |                |          |                |        |
| 7ª       | Non presente | 2022 | estate           |                         |                         |                         | In onda solo in radio   | In onda solo in radio   | In onda solo in radio   | In onda solo in radio | In onda solo in radio | In onda solo in radio |                |          |                |        |
| 8ª       | Radio 105 TV | 2023 | primavera-estate | In onda su Radio 105 TV | In onda su Radio 105 TV | In onda su Radio 105 TV | In onda su Radio 105 TV | In onda su Radio 105 TV | In onda su Radio 105 TV |                       |                       |                       |                |          |                |        |
| 9ª       | Radio 105 TV | 2024 | primavera-estate | In onda su Radio 105 TV | In onda su Radio 105 TV | In onda su Radio 105 TV | In onda su Radio 105 TV | In onda su Radio 105 TV | In onda su Radio 105 TV |                       |                       |                       |                |          |                |        |
| 10ª      | Radio 105 TV | 2025 | primavera-estate | In onda su Radio 105 TV | In onda su Radio 105 TV | In onda su Radio 105 TV | In onda su Radio 105 TV | In onda su Radio 105 TV | In onda su Radio 105 TV |                       |                       |                       |                |          |                |        |